# Арта (місто, Джибуті)
Арта (араб. عرتا; фр. Arta) — місто в Джибуті, адміністративний центр однойменного регіону.

## Географія
Населений пункт знаходиться у центрі країни на захід від столиці.

### Клімат
Місто знаходиться у зоні, котра характеризується кліматом тропічних пустель. Найтепліший місяць — липень із середньою температурою 34.2 °C (93.6 °F). Найхолодніший місяць — січень, із середньою температурою 24.1 °С (75.4 °F).
| Клімат Арти             | Клімат Арти | Клімат Арти | Клімат Арти | Клімат Арти | Клімат Арти | Клімат Арти | Клімат Арти | Клімат Арти | Клімат Арти | Клімат Арти | Клімат Арти | Клімат Арти | Клімат Арти |
| Показник                | Січ.        | Лют.        | Бер.        | Квіт.       | Трав.       | Черв.       | Лип.        | Серп.       | Вер.        | Жовт.       | Лист.       | Груд.       | Рік         |
| Середня температура, °C | 24,1        | 24,9        | 26,2        | 27,9        | 29,9        | 32,6        | 34,2        | 33,7        | 31,4        | 28,2        | 25,9        | 24,4        | 28,6        |
| Норма опадів, мм        | 10          | 7.1         | 16.2        | 25.6        | 13.7        | 2           | 21.2        | 27.2        | 12          | 9.7         | 10.7        | 9.1         | 164.5       |
| Днів з опадами          | 1,4         | 1,3         | 1,1         | 1,4         | 1,7         | 1,6         | 1,7         | 2,1         | 1,8         | 1,6         | 0,6         | 1,1         | 17,4        |
| Вологість повітря, %    | 82.1        | 81.3        | 81.4        | 82.9        | 82.2        | 71.9        | 62.3        | 66          | 77.5        | 79.1        | 80.8        | 83          | 77.5        |
| ----------------------- | ----------- | ----------- | ----------- | ----------- | ----------- | ----------- | ----------- | ----------- | ----------- | ----------- | ----------- | ----------- | ----------- |
| Джерело: Weatherbase    |             |             |             |             |             |             |             |             |             |             |             |             |             |